# Croisy-sur-Andelle
Croisy-sur-Andelle – miejscowość i gmina we Francji, w regionie Normandia, w departamencie Sekwana Nadmorska.
Według danych na rok 1990 gminę zamieszkiwało 438 osób, a gęstość zaludnienia wynosiła 114 osób/km² (wśród 1421 gmin Górnej Normandii Croisy-sur-Andelle plasuje się na 501. miejscu pod względem liczby ludności, natomiast pod względem powierzchni na miejscu 782.).